# Hamburg-Centru
Hamburg-Centru este un sector al orașului hanseatic Hamburg care cuprinde următoarele cartiere:
- Hamburg-Altstadt, Billbrook, Billstedt, Borgfelde, Finkenwerder, Hamm-Nord, Hamm-Mitte, Hamm-Süd, Hammerbrook, Horn, Kleiner Grasbrook, Klostertor, Hamburg-Neustadt, Neuwerk (Insula) (înainte de Cuxhaven), Rothenburgsort, St. Georg, St. Pauli, Steinwerder și Waltershof.